# 江刺バスセンター

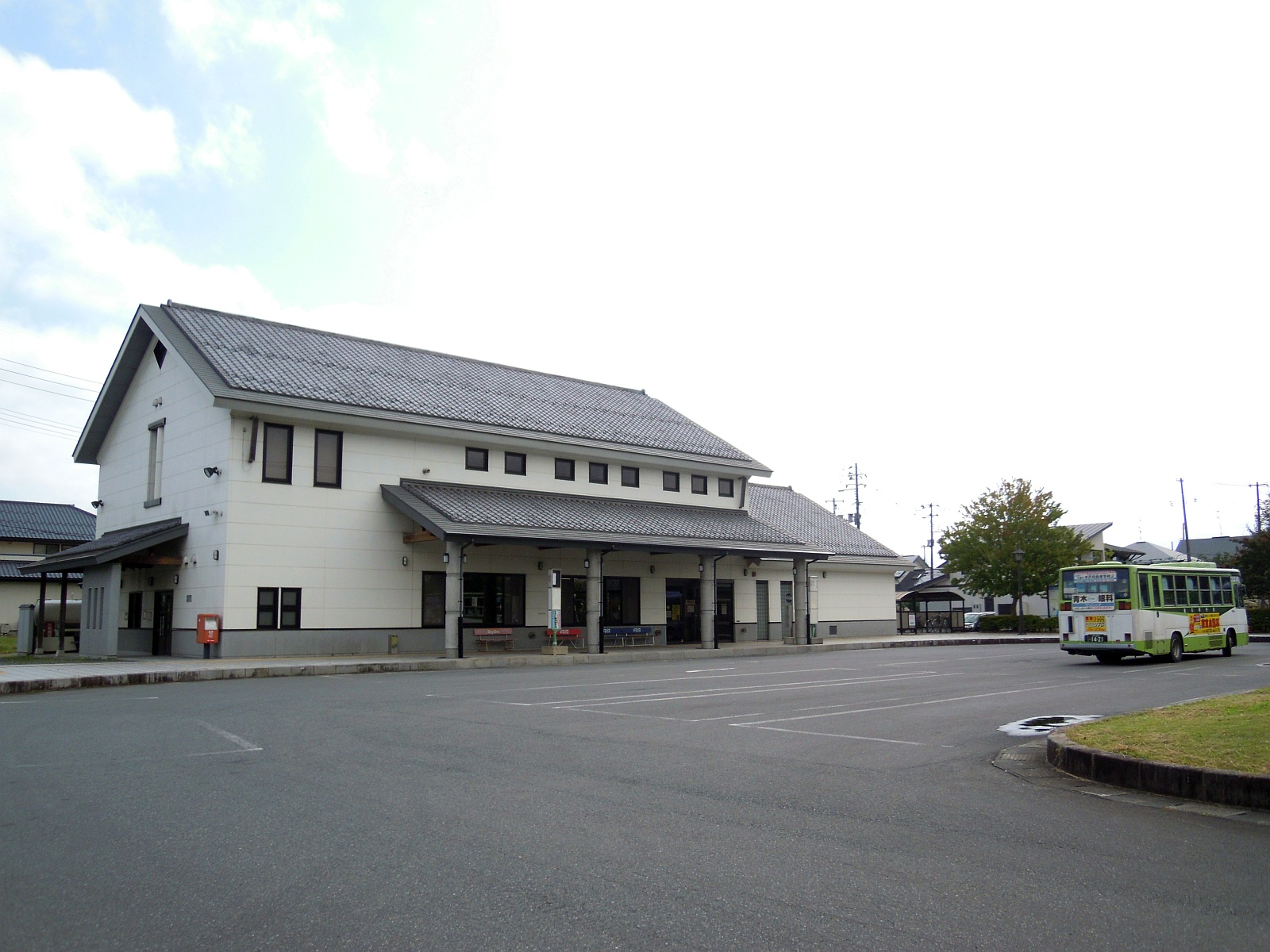
江刺バスセンターの外観

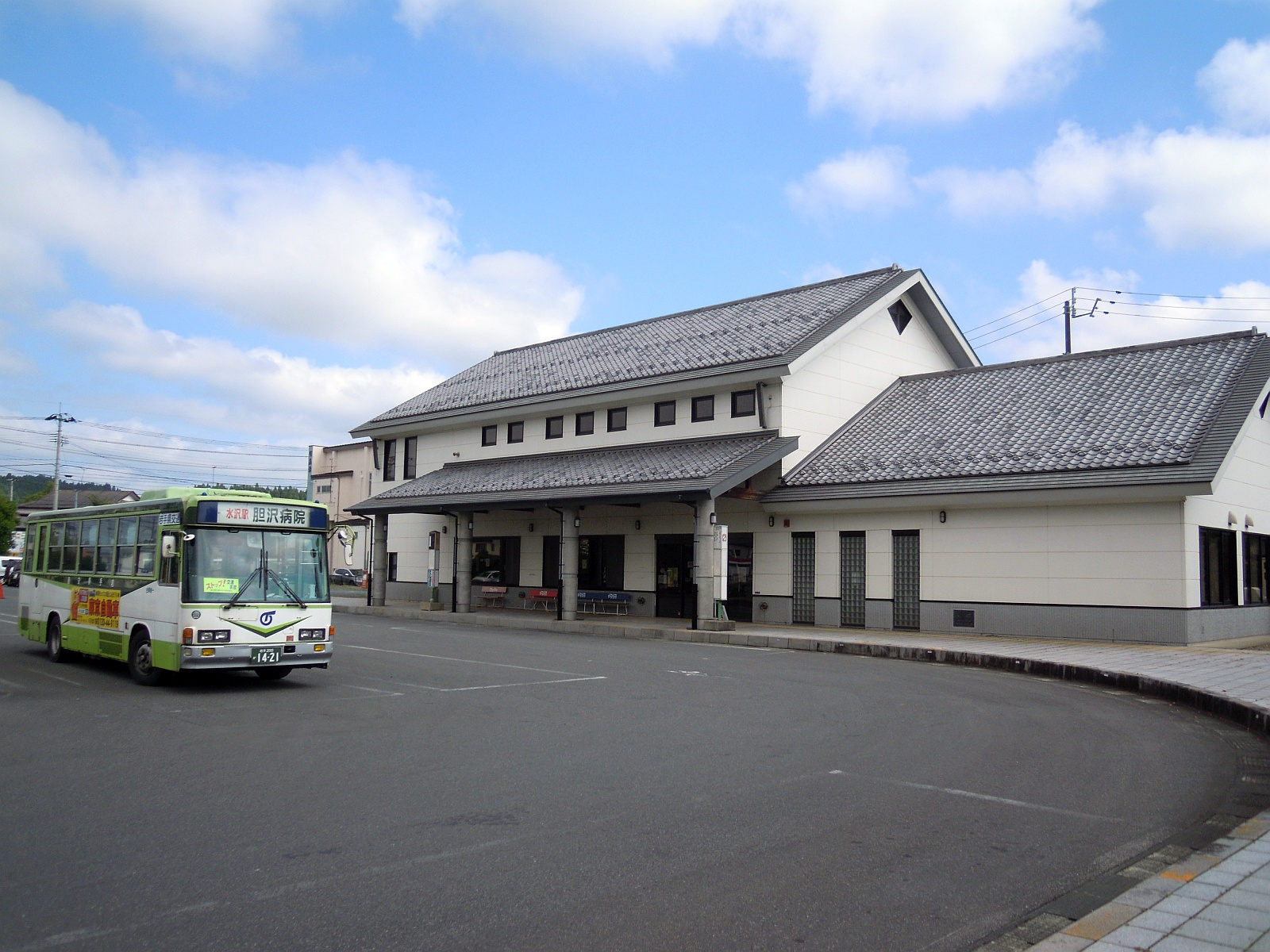
江刺バスセンターと停車中の岩手県交通バス

江刺バスセンターは、岩手県奥州市江刺豊田町3丁目にあるバスターミナルである。岩手県交通江刺営業所の跡地を利用して整備された。奥州市の条例では、江刺バスセンター及び周囲のイベント広場を併せて江刺ターミナルプラザと総称している。

## のりば
1番のりば
- 岩手県交通
  - 水岩線 下川原・水沢駅・胆沢病院方面
  - 水沢江刺駅線 桜木団地・水沢駅・胆沢病院方面

2番のりば
- 岩手県交通
  - 高速バス仙台 - 江刺線
- 奥州市営バス
  - 入手桃谷口沢線 藤沢・入手・桃谷・口沢方面
  - 米里学間沢線 玉里・学間沢方面
  - 米里重王堂線 玉里・重王堂方面
  - 田原原体線 醍醐方面
  - 稲瀬大迫線 広岡・大迫方面

3番のりば
- 奥州市営バス
  - 梁川赤部大岳線 増沢・梁川・赤部・大岳高齢者生きがいセンター方面
  - 広瀬青谷線 広岡・西川目・青谷方面
  - 田原根木町線 高根下・根木町方面
  - 街なか循環線

## その他
- 建物内に、待合室・自動販売機・岩手県交通トラベル課奥州センターがある。

## 周辺
- 江刺郵便局
- 奥州市 江刺総合支所（旧：江刺市役所）
- 北日本銀行江刺支店
- 東北銀行江刺支店
- 岩手銀行江刺支店
- 水沢信用金庫江刺支店
- イオン江刺店